# Chanan Rozen
Chanan Rozen, narozený jako Valtr Rosenzweig (24. září 1918, Ostrava – 18. února 2013, Tel Aviv) byl český honorární konzul v Izraeli. Jeho bratr byl Šlomo Rozen, poslanec Knesetu a izraelský ministr.

## Biografie
Narodil se v Moravské Ostravě jako nejmladší syn z osmi dětí. Od 15 let se učil a pracoval jako nástrojář ve Vítkovických železárnách. Když v roce 1926 jeho starší bratr Šlomo Rozen podnikl aliju do Britského mandátu Palestina, o rok později tam i dokonce doprovázel prezidenta Tomáše Garrigua Masaryka při jeho historické návštěvě, vrátil se do Ostravy v roce 1933 a do roku 1935 se věnoval organizaci mladých sionistů Ha-Šomer ha-ca'ir, odkud se stal Valtr zapáleným sionistou.
Koncem roku 1938 opustil se dvěma bratry Československo. Až po dvou měsících se dostali ilegálně do Palestiny, protože se jejich loď po ostřelování Brity ztroskotala, a tak museli k izraelským břehům v Jaffě doplavat. První léta strávil v kibucu Sarid a následně se usadil na předměstí Tel Avivu, které se později v rámci izraelské politiky dosídlovánání palestinského teritória osamostatnilo na město Ramat Gan. Až do roku 1948 byl aktivním příslušníkem Hagany, v níž jako nástrojař vyráběl zbraně pro armádu. Po té působil v odborech a v roce 1948 založil s Maxem Brodem první organizaci přátelství mezi Izraelem a dalším národem a to Ligu přátelství Izrael - Československo, a v roce 1951 se stal jejím generálním tajemníkem. V šedesátých letech organizovali mnoho kulturních akcí, podíleli se na vysázení Růžového sadu v Lidicích, zajišťovali účast izraelských umělců na Pražském jaru, na filmovém festivalu v Karlových Varech. Spolu s Maxem Brodem se v roce 1964 v Praze podílel na organizaci první vědecké konference a výstavy o Franzi Kafkovi, následující rok dokonce dostal zlatou medaili Československé společnosti pro mezinárodní styky. Šestidenní válka a srpnová okupace Československa pak slibný rozvoj československo-izraelských vztahů zastavily.. Naposledy zorganizoval během Pražského jara 1968 v Izraeli návštěvu československých spisovatelů, jíž se zúčastnili například Ladislav Mňačko, Helena Klímová, Petr Chudožilov, Eda Kriseová nebo Petr Pithart, který Rozenovi věnoval kapitolu ve své vzpomínkové knize.
Oženil se s Rivkou Rosenbaumovou, která přišla do Palestiny také ještě před druhou světovou válkou. Společné příjmení vyřešili tak, že jejich příjmení Rosenzweig („Růžová větev“) a Rosenbaum („Růžový strom“) zkrátili na „Rozen“, čímž symbolicky potvrdili to, co udělali alijí: „vrátili se ke kořenům.“
Od roku 1975 se Chanan Rozen angažoval v obecní správě a byl zvolen členem městské rady města Ramat Gan. V letech 1983 až 1989 zde vykonával funkci náměstka primátora. Po obnovení diplomatických vztahů mezi oběma zeměmi v roce 1990 obnovila svou činnost také Liga přátelství Izrael - Československo ale pod novým názvem Společnost přátel Izrael - Česko - Slovensko. Po rozpadu Československa byla 1. ledna 1993 ustanovena Izraelská společnost přátel České republiky. V prosinci 1991 byl jmenován honorárním generálním konzulem ČSFR v Izraeli a v roce 1993 České republiky. V říjnu 1991 navázal kontakt se svou rodnou Ostravou, kde později prosadil návrh na pořádání vzpomínkových aktů při výročí první deportace evropských Židů z Ostravy do Niska v roce 1939 a odhalení památníku zavražděným ostravským Židům v období holocaustu na bývalém židovském hřbitově v Ostravě.
Ke 45. výročí vojenské pomoci Československa Izraeli, bojujícímu za samostatnost, inicioval v Ramat Ganu v Muzeu diamantů výstavu ze sbírek pražských muzeí From The Golden Treasury of Prague, která se uskutečnila od května do září 1994. Otevřeli ji ministři obrany obou zemí a v jejím čele stál kulomet československé výroby z roku 1947.
V listopadu 1994 mu bylo uděleno čestné občanství města Ostravy. V roce 1998 mu propůjčil český prezident Václav Havel Řád Bílého lva IV. třídy a v roce 2007 obdržel od ministra zahraničí Karla Schwarzenberga cenu Gratias Agit.
Zemřel 18. února 2013 v Tel Avivu ve věku 94 let. Na jeho počest přejmenovalo město Ramat Gan Muzeum umění na Muzeum izraelského umění Chanana Rozena.